# Villa Robson
Villa Robson è una dimora signorile situata in via Roma, 46 a Carrara.

## Storia
Fatta costruire dall'inglese Robson tra il 1920 ed il 1922, la villa è dal 1928 di proprietà privata.

## Descrizione
La villa sorge alle pendici di una collinetta all'ingresso della città; il terreno circostante, destinato a giardino sul davanti e a parco sul retro dell'edificio, è separato dalla via Roma da un alto muro di cinta in pietra al centro del quale si apre un portale in muratura intonacata dotato di tettoia in legno e laterizio, chiuso da una cancellata in legno.
Elevato su due piani fuori terra oltre ad un seminterrato in origine destinato alla cucina e ai locali di servizio, l'edificio presenta un semplice impianto planimetrico di forma rettangolare, con un corpo avanzato disposto ad angolo sul retro che contiene la scala di comunicazione interna. 

### Esterno
Solido e maestoso, l'esterno si caratterizza per l'uso di un linguaggio architettonico tardo-eclettico, ricco di citazioni neomedievali e neorinascimentali, quali le finestre a trifora e a bifora, il corpo avanzato a mo' di torretta all'estremità del fronte principale, la gronda lignea fortemente aggettante sostenuta da leggere mensole anch'esse in legno. 
Il pian terreno presenta un rivestimento in pietra su cui risaltano le incorniciature delle finestre in muratura intonacata recanti, nel caso delle due bifore del corpo avanzato, uno stemma centrale. 
Le finestre al pian terreno sono protette da grate in ferro battuto.
Tra il pian terreno ed il primo piano si stacca un'alta fascia marcapiano in muratura intonacata, con funzioni anche di davanzale, arricchita di mensoline schiacciate, cornici modanate e dentelli, oltre la quale il trattamento di facciata è in laterizio faccia a vista. 
Il sottogronda risulta decorato da un fregio dipinto con motivi geometrici.
Sul retro dell'edificio si stacca il corpo del vano scala, disposto a 45¡ rispetto al corpo principale, rivestito in finto bugnato liscio e aperto da ampi finestroni ad arco con vetrate colorate.

### Interno
L'ingresso principale si apre all'interno della piccola loggia angolare cui si accede tramite una breve scalinata in marmo. 
Oltre al vano d'ingresso, al pian terreno si dispone la lunga infilata del salone principale, con il soffitto decorato a cassettoni in legno laccato bianco, del salotto e della sala da pranzo, tutti pavimentati in legno scuro, mentre sul retro sono disposti la cucina e i servizi, pavimentati e rivestiti in ceramica. 
Dall'angolo del salone si diparte la scalinata in legno di comunicazione con il primo piano, destinato a zona notte, dove i vecchi pavimenti in legno sono stati ricoperti in moquette.

## Fortuna critica
È stata segnalata come esempio pregevole di architettura tardo eclettica.